# Apomys minganensis
Apomys minganensis är en gnagare i familjen råttdjur som förekommer på Filippinerna. Arten blev 2011 vetenskapligt beskriven.

## Utseende
Med en kroppslängd (huvud och bål) av 246 till 274 mm, en svanslängd av 116 till 138 mm och en vikt av 66 till 92 g är arten en ganska stor gnagare. Den har 31 till 35 mm långa bakfötter och 18 till 19 mm stora öron. Typiskt är smala bakfötter med skarpa klor och överlappande fjäll på svansen med glest fördelade hår. Andra kännetecken är öron med päls och långa morrhår. Den mörkbruna pälsen på ovansidan har röda eller orange nyanser på grund av ljusare hårspetsar. På undersidan är håren nära roten mörkgråa och på spetsen ljusbruna. Svansen är på ovansidan mörkbrun och på undersidan vit. Apomys minganensis har små kindtänder.

## Utbredning
Utbredningsområdet ligger i bergstrakter på östra Luzon. Arten vistas i regioner som ligger 1500 till 1900 meter över havet. Den lever i ursprungliga och förändrade skogar som ofta är täckta av mossa. Vanligen hittas skruvpalmer av släktet Pandanus i regionen.

## Ekologi
Exemplaren är nattaktiva och vistas på marken. Individer fångades i fällor som hade maskar som bete. De undviker vanligen kokosnöt men allmänt antas att arten är allätare. Dräktiga honor med en respektive tre embryon hittades.

## Hot
För beståndet är inga hot kända och hela populationen anses vara stabil. IUCN listar arten som livskraftig (LC).